# 青山南
青山 南（あおやま みなみ、男性、1949年2月2日 - ）は、日本の翻訳家、エッセイスト、アメリカ文学研究者、文芸評論家、絵本作家。早稲田大学名誉教授。日本文藝家協会理事。本名、杉山茂（すぎやましげる）。

## 経歴
福島県福島市出身。1967年早稲田大学高等学院卒業。1971年早稲田大学政治経済学部経済学科卒業。1972年、早稲田大学大学院在学中『早稲田文学』編集部に入る。
1973年、ジョン・ドス・パソスの『さらばスペイン』を刊行し翻訳家デビュー。
1975年早稲田大学大学院文学研究科アメリカ演劇専攻修士課程修了。早稲田大学文化構想学部教授、2019年定年退任、名誉教授となる。
1979年から常盤新平、川本三郎とともに編集委員として『ハッピーエンド通信』を刊行。
フィリップ・ロスやスコット・フィッツジェラルドなどのアメリカ文学や絵本などの翻訳を手掛けているほか、現代アメリカ文学の紹介者、エッセイストとしても知られている。新聞や雑誌に書評もしばしば掲載している。
2009年、『にげろ!にげろ? インドのむかしばなし』（ジャン・ソーンヒル再話・絵、光村教育図書）で第56回産経児童出版文化賞翻訳作品賞受賞。
兄の長田弘は詩人。

## 著書
- 『ホテル・カリフォルニア以後 アメリカ同時代を読む』（晶文社） 1982
- 『人生はクレイジー・サラダ』（筑摩書房） 1985
- 『ピーターとペーターの狭間で』（本の雑誌社）1987。ちくま文庫 1991.4
- 『外人のTokyo暮らし』（朝日新聞社）1989。朝日文庫 1995.4
- 『赤んぼとしてのあたしらの人生』（ユック舎） 1990
- 『翻訳家という楽天家たち』（本の雑誌社）1993。ちくま文庫 1998.4
- 『大事なことは、ぜーんぶ娘たちに教わった』（毎日新聞社） 1994
- 『小説はゴシップが楽しい』（晶文社） 1995
- 『木をみて森をみない』（同文書院） 1995。ちくま文庫 1999.10
- 『英語になったニッポン小説』（集英社） 1996
- 『アメリカ深南部』（橋本功司写真、日本放送出版協会）  1996
- 『眺めたり触ったり』（早川書房） 1997。新編『本は眺めたり触ったりが楽しい』ちくま文庫 2024.2
- 『気になる言葉、気が散る日々』（本の雑誌社） 1998
- 『アメリカ短編小説興亡史 とめどもなくあらわれるアメリカの短編小説をめぐる、めどもなくあられもない断片的詳説』（筑摩書房） 2000
- 『あんなかいぶつみたことない』（阿部真理子絵、BL出版） 2001 - 絵本
- 『この話、したっけ？ インターネットでこんなに読めるアメリカ文学』（研究社出版） 2001
- 『南の話』（毎日新聞社） 2001
- 『レイトショーのしあわせな夜』（洋泉社） 2004
- 『ネットと戦争 9.11からのアメリカ文化』（岩波新書） 2004
- 『インターネットは貧者の味方!』（宝島社） 2005
- 『短編小説のアメリカ52講』（平凡社） 2006
- 『旅するアメリカ文学　名作126』（長崎訓子絵、アクセス・パブリッシング） 2009
- 『60歳からの外国語修行　メキシコに学ぶ』（岩波新書） 2017

### 共編著
- 『ヴェトナム以後のアメリカ ヘビー・ピープル123』（常盤新平、川本三郎共同編集、ニューミュージック・マガジン社） 1979
- 『アメリカ雑誌全カタログ』（常盤新平, 川本三郎共同編集、冬樹社） 1980
- 『世界の文学のいま』（江中直紀, 沼野充義, 富士川義之, 樋口大介共著、福武書店） 1991

- 『ヴェトナム以後のアメリカ ヘビー・ピープル123』（常盤新平、川本三郎共同編集、ニューミュージック・マガジン社） 1979
- 『アメリカ雑誌全カタログ』（常盤新平, 川本三郎共同編集、冬樹社） 1980
- 『世界の文学のいま』（江中直紀, 沼野充義, 富士川義之, 樋口大介共著、福武書店） 1991

## 翻訳

### フィクション
- 『こわれる』（ゼルダ・フィッツジェラルド、晶文社） 1974
- 『われらのギャング』（フィリップ・ロス、集英社） 1977
- 『大泥棒と結婚すれば』（ユードラ・ウェルティ、晶文社） 1979
- 『遥かな海亀の島』（ピーター・マシーセン、小川国夫共訳、講談社） 1980
- 『パーソナル・ニューヨーク』（スーザン・チーヴァー、晶文社） 1981
- 『ゴースト・ライター』（フィリップ・ロス、集英社） 1984
- 『世界は何回も消滅する 同時代のアメリカ小説傑作集』（編訳、筑摩書房） 1990
- 『愛している』（アン・ビーティ、早川書房） 1991
- 『もし川がウィスキーなら』（T・コラゲッサン・ボイル、新潮社） 1997
- 『血の雨 T・コラゲッサン・ボイル傑作選』（T・コラゲッサン・ボイル、東京創元社） 2000
- 『ゼルダ・フィッツジェラルド全作品』（マシュー・J・ブラッコリ編、篠目清美共訳、新潮社） 2001
- 『オン・ザ・ロード』（ジャック・ケルアック、河出書房新社、世界文学全集） 2007、のち河出文庫 2010
- 『スクロール版 オン・ザ・ロード』（ジャック・ケルアック、河出書房新社） 2010
- 『トリステッサ』（ジャック・ケルアック、河出書房新社） 2013
- 『O・ヘンリー ニューヨーク小説集 1』（戸山翻訳農場共訳、ちくま文庫） 2015
- 『テナント』（バーナード・マラマッド、みすず書房） 2021
- 『街の夢 O・ヘンリー ニューヨーク小説集 2』（戸山翻訳農場共訳、ちくま文庫） 2022

### ノンフィクション・エッセイ
- 『さらばスペイン』（ジョン・ドス・パソス、晶文社） 1973
- 『素晴らしいアメリカ作家』（フィリップ・ロス、集英社） 1980
- 『絵本英語辞典 日常英語のコトバ200語辞典』（ジェーン・サーノフ、レイノルド・ラフィンズ挿絵、晶文社） 1983
- 『西海岸共和国だより』（レナード・コーレン、編訳、筑摩書房） 1984
- 『優雅な生活が最高の復讐である』（カルヴィン・トムキンズ、リブロポート） 1984、新潮文庫 2004、田畑書店 2022 - ジェラルド・セーラのマーフィ夫妻
- 『そしてみんな軽くなった』（トム・ウルフ、大和書房） 1985、ちくま文庫 1990
- 『イーディ '60年代のヒロイン』（ジーン・スタイン, ジョージ・プリンプトン、堤雅久・中俣真知子・古屋美登里共訳、筑摩書房） 1989
- 『パパがニューヨークにやってきた』（リリアン・ロス、マガジンハウス） 1992 - アーネスト・ヘミングウェイ
- 『人生でいちばん大事なこと 言葉集』（ボー・バウマン編、アリアドネ企画） 1995
- 『ベツレヘムに向け、身を屈めて』（ジョーン・ディディオン、筑摩書房） 1995
- 『ケルアック』（バリー・ギフォード, ローレンス・リー、毎日新聞社） 1998
- 『たくさんのありがとう もうひとつの「人生でいちばん大事なこと」』（リサ・パラス編、アリアドネ企画） 1998
- 『"シンプル"という贈りもの アーミシュの暮らしから』（ビル・コールマン、フレックス・ファーム） 2002
- 『ジョージ・ネルソン コンパクト・デザイン・ポートフォリオ』（マイケル・ウェブ文、マリサ・バルトルッチ, ラウル・カブラ編、フレックス・ファーム） 2003
- 『私たちはなぜアメリカ人なのか』（米国国務省国際情報プログラム局編、ゆまに書房） 2003
- 『ジム・マーシャル「密着」』（フレックス・ファーム） 2004
- 『イルカをボコる5つの理由』（マシュー・インマン、樋口武志, 桑垣孝平訳、監修、インプレスジャパン） 2012
- 『作家はどうやって小説を書くのか、じっくり聞いてみよう! パリ・レヴュー・インタヴュー Ⅰ・Ⅱ』（岩波書店） 2015
- 『チャーリーとの旅　アメリカを探して』（ジョン・スタインベック、岩波文庫） 2024

### 児童向け
- 『ショッピング・バスケット』（ジョン・バーニンガム、ほるぷ出版） 1993
- 『アボカド・ベイビー』（ジョン・バーニンガム、ほるぷ出版） 1993
- 『アベコベさん』（フランセスカ・サイモン文、ケレン・ラドロー絵、文化出版局） 1997
- 『ながーいながーい手紙』（エリザベス・スパー文、デヴィッド・キャトロウ絵、偕成社） 1997
- 『なぞなぞぞくぞく』（J・パトリック・ルイス文、デビー・ティリー絵、文化出版局） 1998
- 『ぼくはいろいろしってるよ』（アン&ポール・ランド、福音館書店） 1999
- 『おまめくんビリーのゆめ』（シーモン・リア、岩崎書店） 2001
- 『ハルーンとお話の海』（サルマン・ラシュディ、国書刊行会） 2002.1
- 『もしもぼくがライオンだったら』（マイケル・ローレンス文、アリスン・バートレット絵、小学館） 2002
- 『夜です昼です』（ジェニー・タイアーズ、パロル舎） 2002
- 『すきすきラッキー』（デーヴィッド・ミルグリム、小学館） 2002
- 『ぼく、ムシになっちゃった』（ローレンス・デイヴィッド文、デルフィーン・デュラーンド絵、小峰書店） 2002
- 『ハロー!オズワルド あたらしいともだち』（ダン・ヤッカリーノ、小峰書店） 2003
- 『くもりときどきミートボール』（ジュディ・バレット文、ロン・バレット絵、ほるぷ出版） 2004
- 『水たまりおじさん』（レイモンド・ブリッグズ、BL出版） 2005
- 『やぎのブッキラボー3きょうだい』（ポール・ガルドン、小峰書店） 2005
- 『カバ!じゃない、サイ!』（ジェフ・ニューマン、ほるぷ出版） 2006
- 『ハンタイおばけ』（トム・マックレイ文、エレナ・オドリオゾーラ絵、光村教育図書） 2006
- 『超じいちゃん』（ステファニー・ローゼンハイム文、エレナ・オドリオゾーラ絵、光村教育図書） 2007
- 『マカンバー・マギーがたべたソーセージ』（パトリック・ロア、光村教育図書） 2007
- 『きんようびはいつも』（ダン・ヤッカリーノ、ほるぷ出版） 2007
- 『ちーちゃいチーチャ』（パトリシア・マクラクラン, エミリー・マクラクラン文、ダン・ヤッカリーノ絵、小峰書店） 2007
- 『にげろ!にげろ? インドのむかしばなし』（ジャン・ソーンヒル、光村教育図書） 2008 - 産経児童出版文化賞翻訳作品賞受賞
- 『サーバーおじさんの犬がいっぱい』（ジェイムズ・サーバー、マイケル・J・ローゼン編、筑摩書房） 2009.3
- 『ラストリゾート』（J・パトリック・ルイス文、ロベルト・インノチェンティ絵、BL出版） 2009
- 『エドウィーナ』（モー・ウィレムズ、光村教育図書） 2009
- 『ひらめきの建築家ガウディ』（レイチェル・ロドリゲス文、ジュリー・パシュキス絵、光村教育図書） 2010
- 『エイモスさんがかぜをひくと』（フィリップ・C・ステッド文、エリン・E・ステッド絵、光村教育図書） 2010
- 『ハックションあれッ??』（デブ・ラッキ、BL出版） 2011
- 『商人とオウム ペルシャのおはなし』（ミーナ・ジャバアービン文、ブルース・ホワットリー絵、光村教育図書） 2012
- 『身のまわりの疑問、まるわかり大辞典』（キャシー・ウォラード、増子久美共訳、池田八惠子絵、飛鳥新社） 2012
- 『トンネルをほる』（ライアン・アン・ハンター文、エドワード・ミラー絵、ほるぷ出版） 2012
- 『ねむるまえにクマは』（フィリップ・C・ステッド文、エリン・E・ステッド絵、光村教育図書） 2012
- 『はしをつくる』（ライアン・アン・ハンター文、エドワード・ミラー絵、ほるぷ出版） 2013
- 『ぼくのサイ』（ジョン・エイジー、光村教育図書） 2013
- 『「ニャオ」とウシがなきました』（エマ・ドッド、光村教育図書） 2013
- 『ショベルカーがやってきた!』（スーザン・ステゴール、ほるぷ出版） 2013
- 『あっ、ひっかかった』（オリヴァー・ジェファーズ、徳間書店） 2014
- 『ラスコーの洞窟』（エミリー・アーノルド・マッカリー、小峰書店） 2014
- 『トラさん、あばれる』（ピーター・ブラウン、光村教育図書） 2014
- 『はだかんぼ!』（マイケル・イアン・ブラック文、デビー・リドパス・オーイ絵、ひさかたチャイルド） 2015
- 『アランの歯はでっかいぞ こわーいぞ』（ジャーヴィス、BL出版） 2016
- 『ホッキョクグマと南極のペンギン』（ジーン・ウィリス文、ジャーヴィス絵、BL出版） 2017.8
- 『ベンソン先生にあたしはきっと☆はもらえない』（ジェニファー・K・マン、光村教育図書） 2018
- 『もぐらのモリスさんおうちにかえりたい!』（ジャーヴィス、BL出版） 2018
- 『王さまとよごれた足』（サリー・ポム・クレイトン文、ライアノン・サンダーソン絵、光村教育図書） 2018
- 『こんにちは!あたらしいいのち 透かしてみる生きものたちのひみつ』（アイナ・ベスタルド、河出書房新社） 2019
- 『いぬのサビシー』（サンディ・ファッセル文、タル・スワナキット絵、光村教育図書） 2019
- 『ふつうじゃない庭をつくった男の子』（サム・ボウトン絵と文、青山南となかまたち訳、カクイチ研究所） 2019
- 『ぼくがいちばんききたいことは』（アヴィ、ほるぷ出版） 2019
- 『トロピカルテリー』（ジャーヴィス、BL出版） 2019
- 『ゾウのともだちフンパーディンク』（ショーン・テイラーさく、クレア・アレクザンダーえ、マイクロマガジン社） 2019
- 『プレストとゼスト リンボランドをいく』（アーサー・ヨーリンクス文、モーリス・センダック文/絵、岩波書店） 2020
- 『くらいのなんか〈そんなに〉こわくない』（アンナ・ミルボーン文、ダニエル・リエリー絵、すばる舎） 2020
- 『もぐらのモリス』（ダン・ヤッカリーノ絵と文、青山南となかまたち訳、カクイチ研究所） 2020
- 『みんなでウイルスとたたかおう! きみと、きみの大切なひとたちが無事であるために』（エロイーズ・マグレガー文、アリックス・ウッド絵、化学同人） 2020
- 『みんなでウイルスとたたかおう! 2』（エロイーズ・マグレガー文、アリックス・ウッド絵、化学同人） 2020
- 『ぼくはむくどりのヘンリー』（アレクシス・ディーコン文、ヴィヴィアン・シュワルツ絵、ぷねうま舎） 2020
- 『ポッコとたいこ』（マシュー・フォーサイス文と絵、化学同人） 2020
- 『ほしいなあ、きょうりゅう』（G・ドーネイぶん、A・バローえ、マイナビ出版） 2020
- 『ほしいなあ、ナマケモノ』（G・ドーネイぶん、A・バローえ、マイナビ出版） 2020
- 『ミツバチたち』（カーステン・ホール文、イザベル・アルスノー絵、化学同人） 2020
- 『ハブラシのサミー : 海のなかのプラスチック』（M・G・レナード文、ダニエル・リエリー絵、化学同人） 2020
- 『ついておいでフロー!』（ジャーヴィス、BL出版） 2021
- 『おっこちてきた』（サイモン・プトック文、ダニエル・イグヌス絵、光村教育図書） 2021
- 『アパートのひとたち』（エイナット・ツァルファティ、光村教育図書） 2021
- 『そばにいるよ』（スムリティ・ホールズ文、スティーブ・スモール絵、化学同人） 2021
- 『水がすきじゃなかったアヒル』（スティーブ・スモール絵と文、化学同人） 2021
- 『あおいろペンギン』（ペトル・ホラチェック、化学同人） 2021
- 『すなのおしろ』（エイナット・ツァルファティ、光村教育図書） 2021
- 『かんがえよう、コギト』（アレクシス・ディーコン文、ヴィヴィアン・シュワルツ絵、カクイチ研究所） 2021
- 『ひとりきりでも〈そんなに〉こわくない』（アンナ・ミルボーン文、サンドラ・デ・ラ・プラダ絵、すばる舎） 2021
- 『蛾 : 姿はかわる』（イザベル・トーマス文、ダニエル・イグヌス絵、化学同人） 2021
- 『キツネ : 命はめぐる』（イザベル・トーマス文、ダニエル・イグヌス絵、化学同人） 2021
- 『エイモスさんがバスに乗りおくれると』（フィリップ・C・ステッド文、エリン・E・ステッド絵、光村教育図書） 2021
- 『だいすきなうみときみと』（バルー、WAVE出版） 2022
- 『そばにいるよ、わたしも』（スムリティ・ホールズ文、スティーブ・スモール絵、化学同人） 2022
- 『ウェリントンのおおきいおでかけ』（スティーブ・スモール絵と文、化学同人） 2022
- 『ネズミのミーナ』（マシュー・フォーサイス文と絵、化学同人） 2022
- 『この本はよまれるのがきらい』（ダビット・サンデン、すばる舎） 2022
- 『きをつけて,ブルーノ!』（ホセ・カルロス・アンドレス文、ホセ・フラゴソ絵、光村教育図書） 2022
- 『グスタボははずかしがりやのゆうれい』（フラビア・Z・ドラゴ絵と文、ワイズ・インフィニティ） 2022
- 『三びきのやぎのどんけろり』（マック・バーネット文、ジョン・クラッセン絵、化学同人） 2023
- 『どこにいるんだろうきみは?』（マリー・G・ローデ、BL出版） 2023
- 『きみがいるからたのしい』（スムリティ・ホールズ文、スティーブ・スモール絵、化学同人） 2023
- 『13かいにはきょうりゅうがいる』（ウェイド・ブラッドフォード文、ケビン・ホークス絵、ひさかたチャイルド） 2023

#### レイン・スミス
- 『めがねなんか、かけないよ』（レイン・スミス(Lane Smith)、ほるぷ出版） 1993
- 『たのしいホッキーファミリー!』（レイン・スミス、ほるぷ出版） 1995
- 『くさいくさいチーズぼうや&たくさんのおとぼけ話』（ジョン・シェスカ文、レイン・スミス絵、ほるぷ出版） 1995
- 『イカはいかようにしてもイカだ イソップが生きていたら話していたにちがいない、いやらしいたとえ話(みずみずしい教訓つき)』（ジョン・シェスカ文、レイン・スミス絵、ほるぷ出版） 1999
- 『算数の呪い』（ジョン・シェスカ文、レイン・スミス絵、小峰書店） 1999
- 『フリップ村のとてもしつこいガッパーども』（ジョージ・ソウンダース文、レイン・スミス絵、いそっぷ社） 2003
- 『たのしいホッキーファミリー、いなかへいく!』（レイン・スミス、ほるぷ出版） 2005
- 『このいえもむかしは』（ジュリー・フォリアーノ文、レイン・スミス絵、BL出版） 2018
- 『これは本』（レイン・スミス、BL出版） 2011
- 『グランパ・グリーンの庭』（レイン・スミス、BL出版） 2012
- 『これはちいさな本』（レイン・スミス、BL出版） 2013
- 『ほんとさいこうの日』（レイン・スミス、BL出版） 2017
- 『あしたはきっと』（デイヴ・エガーズ文、レイン・スミス絵、BL出版） 2019

#### 「くまのパディントン」シリーズ
- 『パディントン、えきにあらわれる』（マイケル・ボンド文、ジョン・ロバン絵、ほるぷ出版、「くまのパディントン」） 1993
- 『パディントン、おふろにはいる』（マイケル・ボンド文、ジョン・ロバン絵、ほるぷ出版、「くまのパディントン」） 1993
- 『パディントン、デパートにでかける』（マイケル・ボンド文、ジョン・ロバン絵、ほるぷ出版、「くまのパディントン」） 1993
- 『パディントン、へやをもらう』（マイケル・ボンド文、ジョン・ロバン絵、ほるぷ出版、「くまのパディントン」） 1993

#### 「もしも」シリーズ
- 『もしもねずみにクッキーをあげると』（ローラ・ジョフィ・ニューメロフ文、フェリシア・ボンド絵、岩崎書店、「もしも」シリーズ）  1999
- 『もしもこぶたにホットケーキをあげると』（ローラ・ジョフィ・ニューメロフ文、フェリシア・ボンド絵、岩崎書店、「もしも」シリーズ） 1999
- 『もしもねずみをえいがにつれていくと』（ローラ・ジョフィ・ニューメロフ文、フェリシア・ボンド絵、岩崎書店、「もしも」シリーズ） 2000
- 『もしもムースにマフィンをあげると』（ローラ・ジョフィ・ニューメロフ文、フェリシア・ボンド絵、岩崎書店、「もしも」シリーズ） 2000

#### 「ミスター・ランチ」シリーズ
- 『ミスター・ランチひこうきにのる』（ジェイ・オットー・シーボルド, ヴィヴィアン・ウォルシュ文、ジェイ・オットー・シーボルド絵、ソニー・マガジンズ、「ミスター・ランチ」シリーズ） 2005
- 『ミスター・ランチカヌーのたび』（ジェイ・オットー・シーボルド, ヴィヴィアン・ウォルシュ文、ジェイ・オットー・シーボルド絵、ソニー・マガジンズ、「ミスター・ランチ」シリーズ） 2005
- 『ミスター・ランチをすくえ!』（ジェイ・オットー・シーボルド, ヴィヴィアン・ウォルシュ文、ジェイ・オットー・シーボルド絵、ソニー・マガジンズ、「ミスター・ランチ」シリーズ） 2005

#### ベネディクト・ブラスウェイト
- 『あおだすすめすすめ』（ベネディクト・ブラスウェイト、BL出版） 2007
- 『でっかいしごとだいくぞいくぞ』（ベネディクト・ブラスウェイト、BL出版） 2007
- 『きゅうこうだいそげいそげ』（ベネディクト・ブラスウェイト、BL出版） 2007
- 『おいかけるぞおいかけるぞ』（ベネディクト・ブラスウェイト、BL出版） 2007
- 『だいじょうぶどんどんいこう』（ベネディクト・ブラスウェイト、BL出版） 2008
- 『きょうそうだまけるもんか』（ベネディクト・ブラスウェイト、BL出版） 2008
- 『いそがしいぞはしれはしれ』（ベネディクト・ブラスウェイト、BL出版） 2010